# Mølletvang
Mølletvang eller møllepligt var i ældre tid en ordning, som forpligtede bønderne i et område til at lade deres korn male på en nærmere defineret møllebrug. Møllebrugene har tidligt i historien været underlagt forskellige former for kontrol og registrering blandt fyrster, konger og kejsere. Allerede i 762 omtaler engelske annaler bøndernes pligt til at søge mølle. Nogle forskere peger på, at reguleringen af møllebrugene var knyttet til regaleretten, dvs. kongen eller kejserens ret til at fastlægge told og markedsvilkår over offentlige veje, broer, havne og vandløb. Frederik Barbarossa fik fastslået regaleretten i 1158 af en rigsdag i Roncalia i det nordlige Italien. På baggrund af denne ret udvikledes efterhånden mølletvang i store dele af Europa.

## Danske forhold
Reglerne for kornmølleriet i Danmark blev især lagt i faste rammer i løbet af 1600-tallet, hvor der i 1628 blev indført regler om, hvilke møller kronens bønder skulle benytte, når de skulle have kornet malet. Nogle forskere har påpeget, at der for adelens fæstere ofte var møllepligt, dvs. en i fæstebrevet nedskreven pligt til at benytte en bestemt mølle.
Mens møllepligt så at sige er et kontraktligt forhold - ved tiltrædelse af et fæsteforhold må fæsteren forpligtige sig til at søge den eller de af jord besidderen udpegede møller — så er mølletvang en central regulering af mølleriet, idet administrationen foretager en opdeling af landet i områder, således at alle beboere fra et område — uanset fæstetilhørsforhold eller selveje - skal søge en bestemt mølle.
Mens der for adelens fæstere i kongeriget var møllepligt, var mølletvangen i Slesvig-Holsten udstrakt til at omfatte alle bønder.
I 1852 blev møllerecessens tvangsbestemmelser ophævet med en overgangsperiode på 10 år. Den større frihed for møllebrugene blev understøttet af "Lov indeholdende nogle Bestemmelser angaaende Handel med Kornvarer og Brød" fra 15. april 1854. I hertugdømmerne fortsatte mølletvangen, indtil Danmark måtte afstå disse landområder til Preussen i 1864.